# 中国中車唐山軌道客車
中国中車唐山軌道客車有限公司（ちゅうごくちゅうしゃとうざんきどうきゃくしゃゆうげんこうし CRRC Tangshan Railway Vehicles Co.,Ltd. ）は、中華人民共和国河北省唐山市にある鉄道、軌道車輛の設計、製作を行う中国中車のグループ企業。唐山を中心に天津・泉州・鄭州に拠点がある。

## 沿革
- 1881年 - 唐胥鉄路胥各荘修車廠として発足。
- 1900年頃 - 京奉鉄路唐山製造廠となる。
- 1948年 - 中華人民共和国成立に伴い唐山機車車輛廠となる。
- 1976年 - 唐山地震で罹災、建物の9割が損害を受ける。
- 1998年 - ISO9001取得。
- 2000年9月 - 国有企業の分割化に伴い、中国機車車輛総公司工業が分割され、中国北方機車車輛工業集団公司（中国北車）の傘下となる。
- 2002年 - ISO14001取得。
- 2006年 - 唐山軌道客車へ改称。
- 2015年6月 - 中国北車と中国南車とが合併し設立された中国中車の傘下となり、中国中車唐山軌道客車へ改称。

## 主な事業
- 鉄道、軌道車輛（機関車、客車、電車）の新造。
- 鉄道車輛用の部品（台車等）の製造。

## 主な製造車輛
- 中国火箭（ロケット・オブ・チャイナ）号蒸気機関車
- 龍号蒸気機関車 (XK）
- 吉長鉄路101形蒸気機関車
- 北寧鉄路55形蒸気機関車
- 瀋海鉄路51形蒸気機関車
- 中国国鉄上游型蒸気機関車 （SY）

### 高速車両

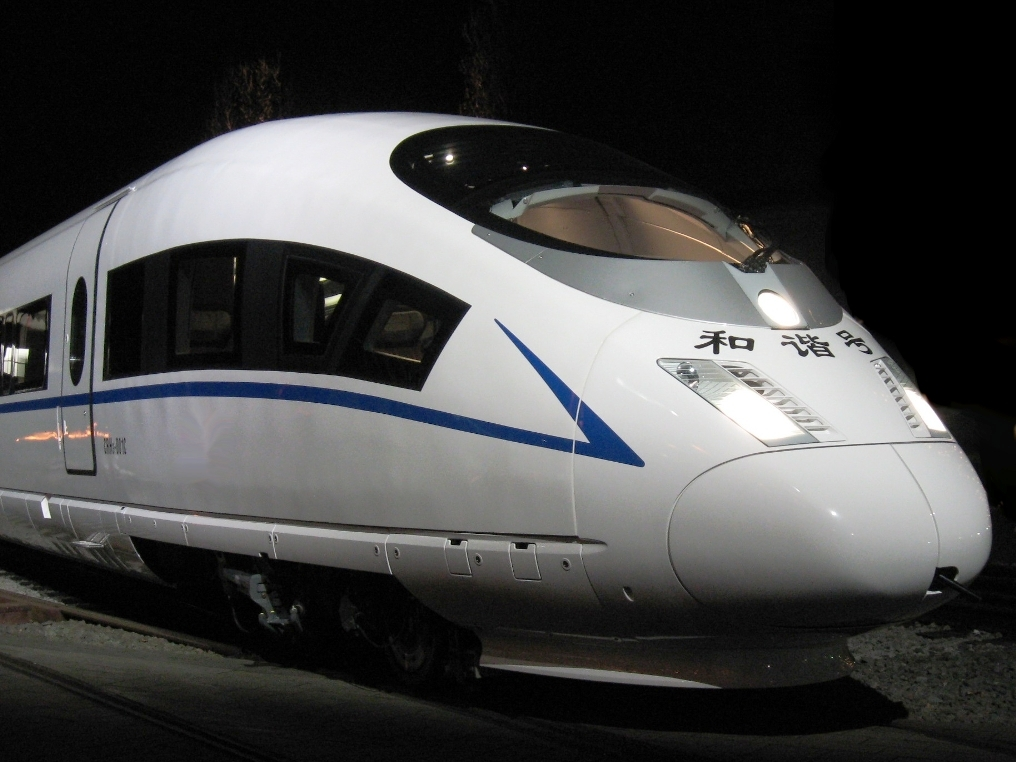
ヴェラロCN

- 中国高速鉄道CRH3型電車（シーメンスが開発したヴェラロ系列車種の一つであり、長春軌道客車と共同でライセンス生産を行っている）

### 客車
- 中国国鉄21型客車
- 中国国鉄25型客車

### 地下鉄車両
- 天津地下鉄1号線
- 福州地下鉄1号線
- 石家荘地下鉄1号線
- 廈門軌道交通1号線・3号線
- 北京市郊外鉄道S1線　中低速磁気浮上式鉄道

### ライトレール
- 長春有軌電車